# Paul Gildner
Paul Gildner (1 de fevereiro de 1914 - 24 de fevereiro de 1943) foi um oficial alemão que serviu no Deutsches Heer durante a Segunda Guerra Mundial. Foi condecorado com a Cruz de Cavaleiro da Cruz de Ferro com Folhas de Carvalho.

## Condecorações
| Flugzeugführerabzeichen                                          |                                                                                     |
| Troféu de Honra da Luftwaffe                                     |                                                                                     |
| Distintivo de Voo do Fronte da Luftwaffe                         |                                                                                     |
| Cruz de Ferro (1939) 2ª Classe                                   |                                                                                     |
| Cruz de Ferro (1939) 1ª Classe                                   |                                                                                     |
| Cruz Germânica em Ouro                                           | 18 de maio de 1942                                                                  |
| Cruz de Cavaleiro da Cruz de Ferro                               | 9 de julho de 1941                                                                  |
| Cruz de Cavaleiro da Cruz de Ferro com Folhas de Carvalho nº 196 | 26 de fevereiro de 1943                                                             |
| Mencionado quatro vezes na Wehrmachtbericht                      | 19 de junho de 1941, 13 de março de 1942, 27 de março de 1942 e 23 de abril de 1942 |